# Efekt niepotrzebnych informacji
Efekt niepotrzebnych informacji – jeden z błędów poznawczych polegający na poszukiwaniu informacji nawet wtedy, kiedy nie są one potrzebne do podjęcia decyzji. Przy współczesnym ogromie zasobów informacyjnych pojawia się presja poszukiwania informacji. Mogą one jednak nie przynosić żadnych korzystnych efektów.

## Przykład
W eksperymencie, w którym badani mieli podjąć decyzję w sprawie diagnozowania fikcyjnych chorób, wielu badanych uznało, że test diagnostyczny należy przeprowadzić nawet wtedy, gdy jest kosztowny i nie ma możliwości przeprowadzenia innych testów.
Warunki w jakich badani mieli podjąć decyzję zostały przedstawione następująco:
Pacjentka ma objawy i historię choroby wskazującą z 80% prawdopodobieństwem, że jest to globoma. Jeżeli nie jest to globoma, możliwa jest popitis lub flapemia. Każda z tych chorób wymaga innego leczenia i nie jest ono skuteczne przeciwko dwóm pozostałym chorobom. Istnieje test o nazwie ET, którego wynik pozytywny pozwala stwierdzić popitis, a wynik negatywny flapemię. Jeżeli chorobą jest globoma, jest jednakowo prawdopodobne, że test da wynik negatywny lub pozytywny. Osoby biorące udział w eksperymencie miały odpowiedzieć na pytania. Jeżeli test ET jest jedynym możliwym do wykonania, czy należy go wykonać? Dlaczego tak lub dlaczego nie?
Jednak ten test jest całkowicie nieprzydatny: prawdopodobieństwo globomy jest tak duże, że niezależnie od wyniku testu pacjentka i tak powinna być leczona na tę chorobę. Zarówno przed, jak i po teście, globoma jest najbardziej prawdopodobna.
Obliczanie wartości informacji pozwala uniknąć błędów wynikających z tego efektu. Informacji, które nie mają wartości, nie ma sensu zdobywać.